# 克劳迪奥·真蒂莱
克劳迪奥·真蒂莱（義大利語：Claudio Gentile，1953年9月27日—），意大利男子足球运动员、教练员。他曾代表義大利贏得1982年世界杯冠军，后带领意大利国奥队参加2004年夏季奥林匹克运动会足球比赛，获得铜牌。

## 榮譽

### 球員生涯
尤文圖斯
- 義甲聯賽冠軍：1974/75年, 1976/77年, 1977/78年, 1980/81年, 1981/82年, 1983/84年
- 義大利盃冠軍：1978/79年, 1982/83年
- 歐洲足協盃冠軍：1976/77年
- 歐洲盃賽冠軍盃冠軍：1983/84年

義大利國家足球隊
- 國際足總世界盃冠軍：1982年

### 教練生涯
義大利21歲以下國家足球隊
- U21歐洲國家盃冠軍：2004年
- 奧運足球項目銅牌：2004年